# Praga TOT
Praga TOT je typ československého trolejbusu, který společně s vozy Škoda 1Tr a Tatra 86 zahajoval trolejbusovou dopravu v Praze v roce 1936.

## Konstrukce

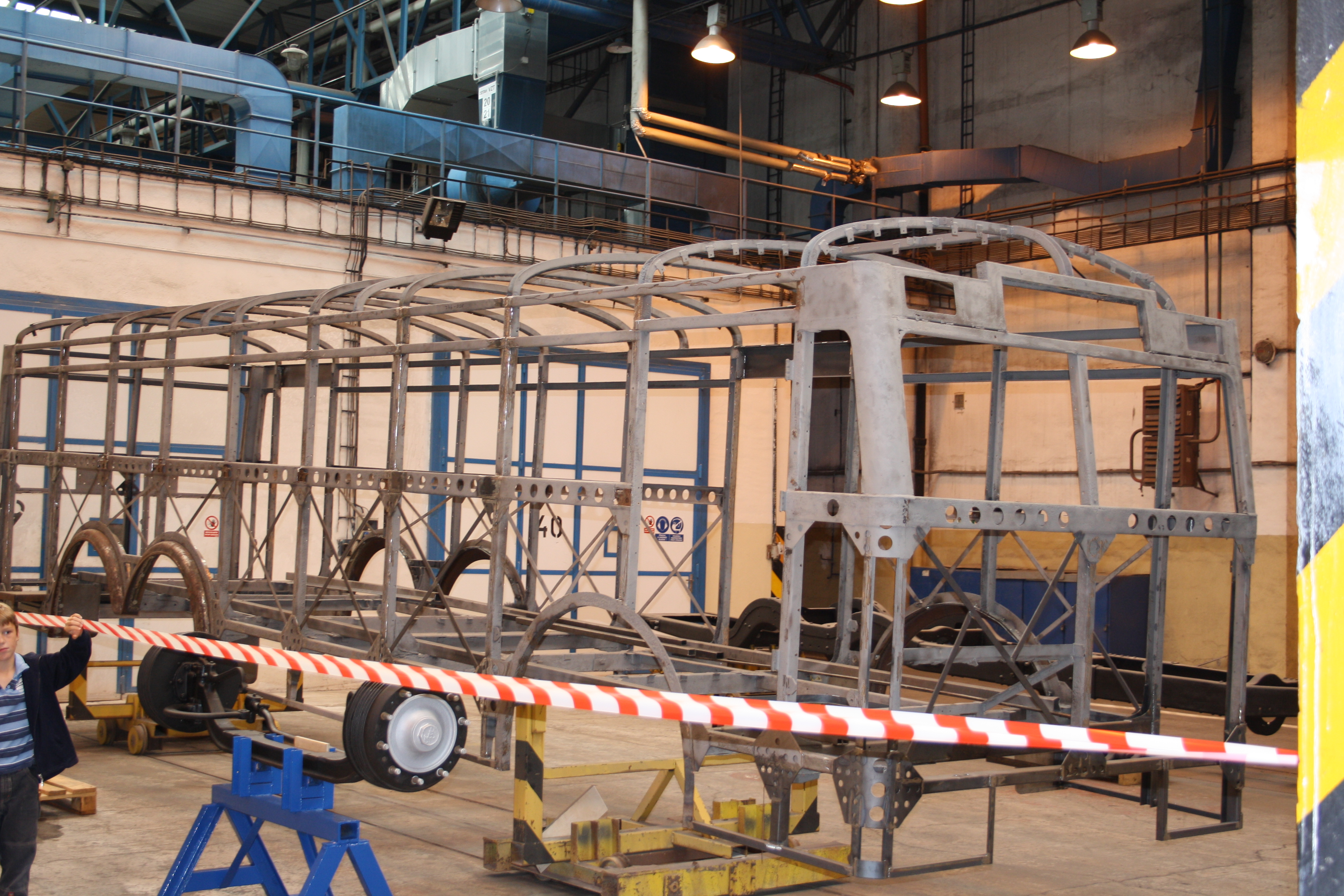
Kostra rekonstruovaného pražského trolejbusu Praga TOT (2011)

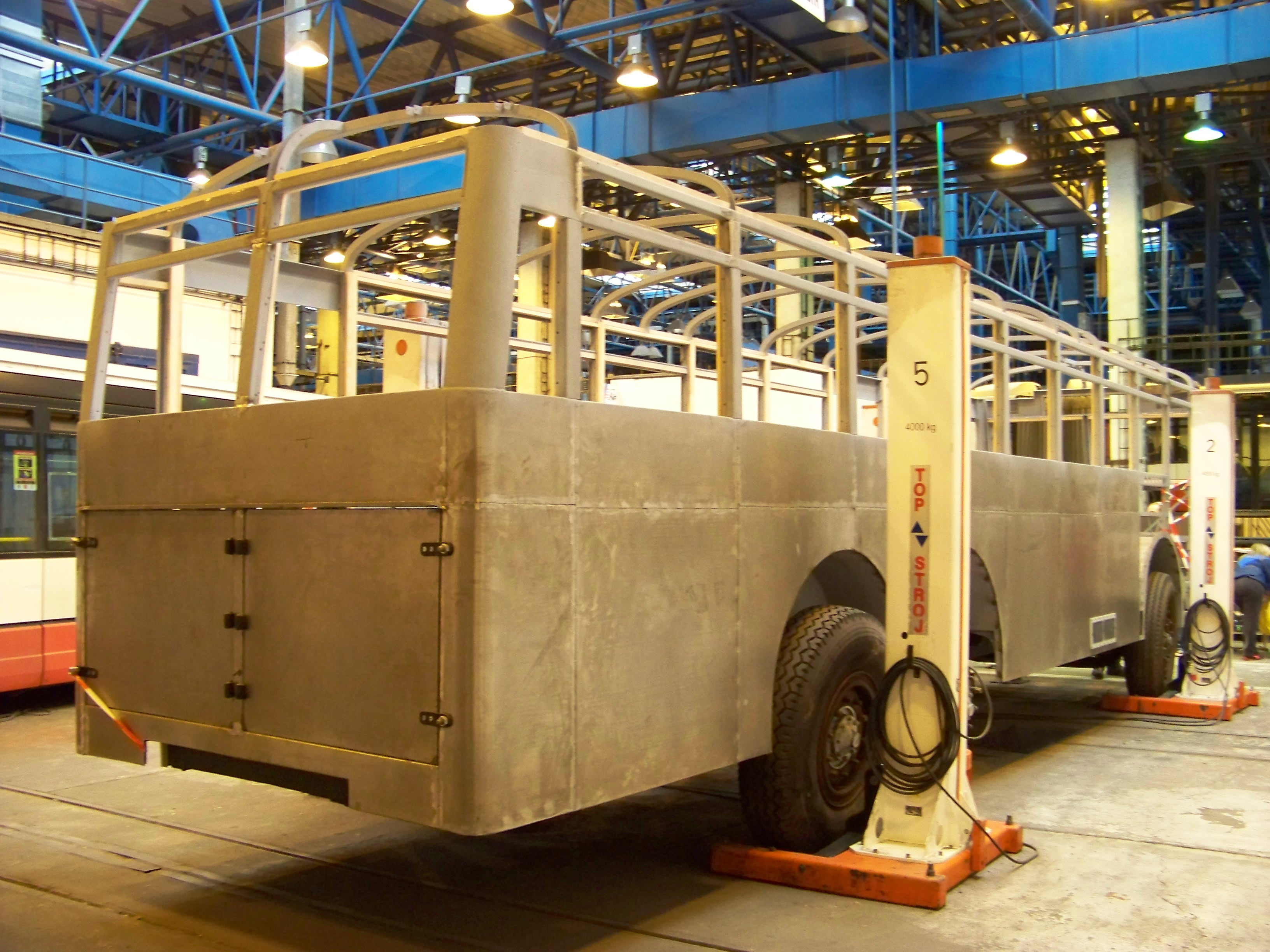
Pražský trolejbus Praga TOT v roce 2013

Stejně jako prototypy trolejbusů 1Tr a T 86, byl i vůz TOT vyvinut pro první „moderní“ trolejbusový provoz na území Česka (tzv. historické provozy skončily za první světové války). Provoz trolejbusové dopravy v Praze byl zahájen v roce 1936. Dodány byly tři trolejbusy od třech různých výrobců – Škody, Tatry a Pragy. Důvodem byl fakt, že žádná z těchto firem neměla ještě s trolejbusy žádné zkušenosti, proto se hledal vhodný výrobce tohoto dopravního prostředku.
Trolejbus TOT je třínápravový vůz se dvěma zadními hnacími nápravami. Mechanicky vychází z autobusu Praga TOV, ze kterého pochází šasi upravené pro dosazení trakčních motorů a elektrické výzbroje. Elektrickou výzbroj dodala firma ČKD. Pro zkoušky a testování trolejbusů byla zřízena ve vysočanské továrně ČKD (takzvané "Kolbence") i krátká zkušební trať, zcela oddělená od veřejné trolejbusové sítě. Na podvozkový rám je připevněna celokovová karoserie (prototyp měl karoserii pouze dřevěnou a oplechovanou). V levé bočnici (trolejbusy byly určeny ještě pro levostranný provoz) se nacházely dvoje dvoukřídlé skládací dveře (u prototypu čtyřkřídlé). Sedačky v interiéru byly umístěny podélně (v té době obvyklé rozmístění).

## Prototyp
Prototyp trolejbusu TOT byl vyroben v roce 1936. V Praze zahajoval pod evidenčním číslem 303 spolu s dalšími prototypy (1Tr a T 86) trolejbusovou dopravu. V roce 1952 byl krátce zapůjčen do Děčína, pro poruchu zde ale jezdil pouze několik dní. Ze stavu pražských trolejbusů byl vyřazen až v roce 1959 jako poslední z výše uvedených prototypů, poté byl odprodán Státnímu statku Střednice. V devadesátých letech byl nalezen vrak prototypu v Buštěhradu, odkud byl v roce 1995 převezen do Muzea MHD pražského dopravního podniku. V následujících letech zůstal v nálezovém stavu mimo expozici v depozitáři. Jeho renovace začala v roce 2010, jako ne zcela dokončený byl v Muzeu MHD vystaven v únoru 2022.

## Provoz
V letech 1936 až 1939 bylo vyrobeno celkem 12 vozů.
| Současný stát | Město | Článek | Typ | Roky dodávek | Počet vozů | Evidenční čísla při dodání | Poznámky | Zdroj |
| ------------- | ----- | ------ | --- | ------------ | ---------- | -------------------------- | -------- | ----- |
| Česko         | Praha | článek | TOT | 1936 – 1939  | 12         | 303 – 314                  |          |       |

Poslední trolejbus TOT dojezdil v Praze v roce 1961.

## Historické vozy
- Praha (vůz ev.č. 303)